# Lampeter (Pennsylvanie)
Lampeter est une census-designated place située dans le comté de Lancaster, dans l’État de Pennsylvanie, aux États-Unis. Lors du recensement de 2020, elle compte 1 737 habitants.